# 水上孝雄
水上 孝雄（みずかみ たかお、1961年4月11日 - ）は栃木県出身の熱気球競技選手。株式会社気球屋所属。

## 略歴
1992年熱気球パイロットライセンス取得。日本気球連盟公認インストラクター・イグザミナー。2009年に気球パイロットの育成の分野でその業績が顕著であると認められた個人もしくは団体に対して授与される「大岩賞」を受賞。熱気球世界選手権の最高位は5位（第17回大会・2006年）で、第16回大会5位の藤田昌彦と並んで日本人歴代3位。

## 表彰
- 日本気球連盟「大岩賞」 - 2009年

## 主な大会記録
- 熱気球世界選手権出場6回（最高位5位・2006年）
- 熱気球日本選手権優勝3回（2005年、2006年、2011年）
- 熱気球ホンダグランプリ優勝6回（1999年、2003年、2004年、2006年-2008年）
- とちぎ熱気球インターナショナルチャンピオンシップ優勝（2013年）